# NGC 6629
NGC 6629 في الفهرس العام الجديد، هي مجرة، تقع في كوكبة الرامي. اكتشفت في 7 أغسطس 1784 بواسطة ويليام هيرشل.

## روابط خارجية
- NGC 6629 على موقع ويكي سكاي: DSS2, SDSS, GALEX, IRAS, Hydrogen α, X-Ray, Astrophoto, Sky Map, Articles and images